# NGC 491

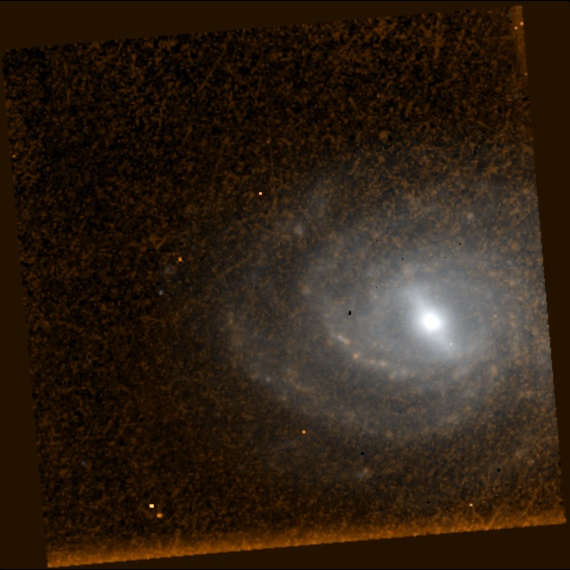
NGC 491 par le télescope spatial Hubble. (Hubble Legacy Archive)

NGC 491 est une galaxie spirale barrée située dans la constellation du Sculpteur. NGC 491 a été découverte par l'astronome britannique John Herschel en 1834.

## Caractéristiques
Sa vitesse par rapport au fond diffus cosmologique est de 3 635 ± 19 km/s, ce qui correspond à une distance de Hubble de 53,6 ± 3,8 Mpc (∼175 millions d'al).
À ce jour, neuf mesures non basées sur le décalage vers le rouge (redshift) donnent une distance de 62,267 ± 6,455 Mpc (∼203 millions d'al), ce qui est  à l'intérieur des valeurs de la distance de Hubble. Notons cependant que c'est avec la valeur moyenne des mesures indépendantes, lorsqu'elles existent, que la base de données NASA/IPAC calcule le diamètre d'une galaxie et qu'en conséquence le diamètre de NGC 491 pourrait être d'environ 24,3 kpc (∼79 300 al) si on utilisait la distance de Hubble pour le calculer.
La classe de luminosité de NGC 491 est II et elle présente une large raie HI.